# Eddie Clarke
Eddie Clarke, właśc. Edward Clarke (ur. 5 października 1950 w Londynie,  zm. 10 stycznia 2018 tamże) – brytyjski gitarzysta i wokalista, znany z występów w rockowych grupach muzycznych The Bitter End, Curtis Knight, Motörhead i Fastway. Znany również ze współpracy z Philem Taylorem.
W 2004 roku muzyk został sklasyfikowany na 43. miejscu listy 100 najlepszych gitarzystów heavymetalowych wszech czasów według magazynu Guitar World.

## Dyskografia
Curtis Knight and Zeus
- The Second Coming (1974)
- Sea of Time (1974)

Motörhead
- Motörhead (1977)
- Overkill (1979)
- Bomber (1979)
- Ace of Spades (1980)
- No Sleep ’til Hammersmith (1981)
- Iron Fist (1982)
- Live at Brixton Academy (2003)
- BBC Live & In-Session (2005))

Fastway
- Fastway (1983)
- All Fired Up (1984)
- Waiting for the Roar (1986)
- Trick or Treat (soundtrack, 1986)
- On Target (1988)
- 1990 (1990)

Kariera solowa
- The Muggers Tapes (1993)
- It Ain’t Over Till It’s Over (1993)
- Fast Eddie Clarke Anthology (2007)

Gościnnie
- Necropolis End Of The Line – „A Taste For Killing” (2000)
- Chinchilla Madtropolis – „When The Sand Darkens The Sun” (2003)
- Masque Look Out – „I’ve Had Enough Of The Funny Stuff” (2005)